# Kirschhausen
Kirschhausen, mit dem Weiler Igelsbach, ist der nach Einwohnerzahl zweitgrößte Stadtteil von Heppenheim im südhessischen Landkreis Bergstraße. Der Ort liegt in einem Talgrund im Odenwald. Mitten durch Kirschhausen verläuft die Bundesstraße 460.

## Geschichte

### Von den Anfängen bis zum 18. Jahrhundert
Erstmals urkundlich erwähnt wurde Kirschhausen im Jahre 1130 als Kirzehusen im Lorscher Codex, als der Lorscher Abt Diemo die Abtei Steinau bei Michelstadt, das Dorf Mumbach und eine Hube in Kirschhausen im Tausch mit Grund und Boden der Burg Weinheim überließ.
Im Mittelalter gehörte Kirschhausen zusammen mit fünf weiteren Orten als Filialdorf zur Villa Heppenheim. Diese sechs Orte waren neben Kirschhausen, Erbach, Unter- und Ober-Hambach, Sonderbach und Wald-Erlenbach. Die Hofgüter dieser Ortschaften verfügten über genügend Ressourcen wie Wald, Äcker und Wasser, um eigenständige Einheiten zu bilden, waren aber über eine Marktgemeinschaft eng mit Heppenheim verbunden. In kirchlicher Hinsicht gehörten die Einwohner zu Peterskirche Heppenheim. Kirschhausen gehörte zu den Besitzungen des Klosters Lorsch, das 772 zur Reichsabtei erhoben wurde und damit dem König bzw. Kaiser direkt unterstellt war. Am 20. Januar 773 schenkte Karl der Große die Stadt Heppenheim nebst der zugehörigen Mark Heppenheim, in der Kirschhausen später entstand, dem Reichskloster. Am 12. Mai 1012 verlieh König Heinrich II. auf Bitten des Lorscher Abts Bobbo den Forst- und Wildbann innerhalb der Mark Michelstadt und der Mark Heppenheim dem Kloster Lorsch auf ewig. Dies erfolgte vor allem mit dem Ziel, die Urbanisierung des vorderen Odenwaldes, der damals noch weitgehend aus Urwald bestand, voranzutreiben. Die Kultivierensarbeiten wurden vermutlich von dem 1071 reaktivierten Kloster Altenmünster, dem Vorgängerkloster von Lorsch, organisiert. Im Zuge dieser Maßnahmen dürften zumindest die meisten der sechs Heppenheimer Filialdörfer entstanden sein. Bei der ersten urkundlichen Erwähnung Kirschhausens 1130 kamen die dortigen Hofgüter in den Besitz der Abtei Steinau (Steinbach ?) bei Michelstadt. Die nächste Erwähnung erfolgt erst 1362: aus dieser Urkunde geht hervor, dass Kirschhausen ein Filialdorf der Stadt Heppenheim war und zum Besitz des Mainzer Erzbistums gehörte. Genauere Angaben über die Filialdörfer, die nur aus vereinzelten Gehöften bestanden haben dürften, sind erst aus dem Jahr 1566 überliefert, als 116 Herdstätten für die fünf Siedlungen genannt wurden.
Der Blütezeit des Klosters Lorsch folgte im 11. und 12. Jahrhundert sein Niedergang. Während des Investiturstreits – von 1076 (Reichstag in Worms) bis 1122 (Wormser Konkordat) – mussten viele Besitzungen an den Adel abgegeben werden. Im späten 12. Jahrhundert wurde mit der Aufzeichnung der alten Besitzurkunden versucht, die Verwaltung zu reorganisieren (Lorscher Codex). Dennoch unterstellte 1232 Kaiser Friedrich II. die Reichsabtei Lorsch dem Erzbistum Mainz und dessen Erzbischof Siegfried III. von Eppstein zur Reform. Die Benediktiner widersetzten sich der angeordneten Reform, mussten deshalb die Abtei verlassen und wurden durch Zisterzienser aus dem Kloster Eberbach ersetzt. Danach gab es schwere Auseinandersetzungen zwischen dem Erzbistum Mainz und der Kurpfalz als Inhaber der Vogtei, die erst 1247 durch einen Vergleich beigelegt werden konnten. Darin konnte sich die Kurpfalz durchsetzen und behielt die mit der Vogtei verbundenen Rechte. 1248 wurden die Zisterzienser-Mönche durch Prämonstratenser aus dem Kloster Allerheiligen ersetzt und von da an hatte das Kloster Lorsch den Status einer Propstei.
1267 wurde erstmals ein Burggraf auf der Starkenburg (über Heppenheim) genannt, der auch das „Amt Starkenburg“, zu dem Kirschhausen zählte, verwaltete. Die Hohe Gerichtsbarkeit wurde von der „Zent Heppenheim“ ausgeübt, deren oberster Richter ebenfalls der Burggraf war.
Im Verlauf der für Kurmainz verhängnisvollen Mainzer Stiftsfehde wurde das Amt Starkenburg an Kurpfalz wiedereinlöslich verpfändet und blieb anschließend für 160 Jahre pfälzisch. Pfalzgraf Friedrich hatte sich für seine Unterstützung von Erzbischof Diether – im durch die Kurfürsten am 19. November 1461 geschlossenen „Weinheimer Bund“ – das „Amt Starkenburg“ verpfänden lassen, wobei Kurmainz das Recht erhielt, das Pfand für 100.000 Pfund wieder einzulösen.
Aus dem Jahr 1541 ist eine Besitzübertragung überliefert, in der Pfalzgraf Ludwig zwei Huben in Kirschhausen, die dem 1535 aufgehobenen Nonnenkloster Steinbach gehört hatten, den Klöstern Münsterbreysa und Mariental übergab.
In den Anfängen der Reformation sympathisierten die pfälzischen Herrscher offen mit dem lutherischen Bekenntnis, aber erst unter Ottheinrich, Kurfürst von 1556 bis 1559, erfolgte der offizielle Übergang zur lutherischen Lehre. Danach wechselten seine Nachfolger und gezwungenermaßen auch die Bevölkerung mehrfach zwischen der lutherischen und der calvinistischen Konfession. Als Folge der Reformation hob die Kurpfalz 1564 das Kloster Lorsch auf. Die bestehenden Rechte wie Zehnten, Grundzinsen, Gülten und Gefälle des Klosters Lorsch wurden fortan durch die „Oberschaffnerei Lorsch“ wahrgenommen und verwaltet.
Im Laufe des Dreißigjährigen Krieges (1618–1648) eroberten spanische Truppen der „Katholischen Liga“ die Region und stellten 1623 die Kurmainzer Herrschaft wieder her. Die durch die Pfalzgrafen eingeführte Reformation wurde daraufhin weitgehend rückgängig gemacht und die Bevölkerung musste zur katholischen Kirche zurückkehren. Zwar zogen sich die spanischen Truppen nach zehn Jahren vor den anrückenden Schweden zurück, aber nach der Niederlage der Evangelischen in der Nördlingen 1634 verließen auch die Schweden die Bergstraße und mit dem Schwedisch-Französischen Krieg begann ab 1635 das blutigste Kapitel des Dreißigjährigen Krieges. Aus der Region berichteten die Chronisten aus jener Zeit: „Pest und Hunger wüten im Land und dezimieren die Bevölkerung, sodass die Dörfer öfters völlig leer stehen“. Mit dem Westfälischen Frieden von 1648 wurde die Einlösung der Pfandschaft endgültig festgeschrieben.
1632 hatte das Kloster Lorsch vom Zehnten in Kirschhausen 26 fl. und 18 Malter Korn und Hafer, und aus dem Jahr 1694 ist überliefert, dass das Domkapitel zu Mainz ein Drittel und das Kloster Lorsch zwei Drittel des großen Zehnten bezogen. Weiterhin hatten in Kirschhausen den „Neurottzehnten“ die Kellerei in Heppenheim und der Zehnt von 15 Morgen der „Nonnenäcker“ ging alleine an das Kloster Lorsch.
Nach Ende des Krieges wurde 1650 die Pfandsumme an Kurpfalz zurückgezahlt und der Bezirk des Oberamtes Starkenburg gehörte auch formal wieder zu Kurmainz. Bereits 50 Jahre nach Ende des Dreißigjährigen Krieges hatte die Region erneut schwer unter Kriegsfolgen zu leiden, als Frankreich versuchte, im Pfälzischen Erbfolgekrieg seine Grenzen nach Osten zu verschieben. Erst mit dem Frieden von Rijswijk 1697, zogen sich die Franzosen hinter den Rhein zurück.
1747 erhielt der Pulvermacher Dreyling die Erzkonzession im Kirschhäuser Tal bis Kreiswald und zum Guldenklinger Hof, in einer Zeit als der Odenwälder Bergbau bereits langsam zu Ende ging.
Als es 1782 zu einer Umstrukturierung im Bereich des Kurmainzer Amtes Starkenburg kam, wurde der Bereich des Amtes in die vier untergeordnete Amtsvogteien Heppenheim, Bensheim, Lorsch und Fürth aufgeteilt und das Amt in Oberamt umbenannt. Kirschhausen wurde dem „Amt Heppenheim“ zugeordnet, die Gerichtsbarkeit blieb bei der „Zent Heppenheim“. Die Amtsvogtei wiederum war dem Oberamt Starkenburg im „Unteren Erzstift“ des „Kurfürstentums Mainz“ unterstellt.

### Vom 19. Jahrhundert bis heute
Mit dem Reichsdeputationshauptschluss vom Februar 1803 wurde Kurmainz aufgelöst, und das Oberamt Starkenburg und mit ihm Kirschhausen kam zur Landgrafschaft Hessen-Darmstadt. Das „Amt Heppenheim“ wurde als hessische Amtsvogtei weitergeführt, das Oberamt aber 1805 aufgelöst. In der Landgrafschaft Hessen-Darmstadt wurde mit Ausführungsverordnung vom 9. Dezember 1803 das Gerichtswesen neu organisiert. Für das Fürstentum Starkenburg wurde das „Hofgericht Darmstadt“ als Gericht der zweiten Instanz eingerichtet. Die Rechtsprechung der ersten Instanz wurde durch die Ämter bzw. Standesherren vorgenommen. Das Hofgericht war für normale bürgerliche Streitsachen Gericht der zweiten Instanz, für standesherrliche Familienrechtssachen und Kriminalfälle die erste Instanz. Übergeordnet war das Oberappellationsgericht Darmstadt. Damit hatten die „Zent Heppenheim“ und die mit ihnen verbundenen Zentgerichte endgültig ihre Funktion eingebüßt. Am 14. August 1806 wurde die Landgrafschaft Hessen-Darmstadt, gegen Stellung hoher Militärkontingente an Frankreich und den Beitritt zum Rheinbund, von Napoleon zum Großherzogtum erhoben.
Die Historisch-topographisch-statistische Beschreibung des Fürstenthums Lorsch, oder Kirchengeschichte des Oberrheingaues von 1812 berichtet unter dem Abschnitt. „Heppenheimer Dörfer“:

„Kirschhausen, ein etwa größeres Dorf, liegt oberhalb Heppenheim in Gebirge und ist eine Stunde davon entfernt. Dieser Ort kömmt schon unter dem Lorsch Abt Deimo unter dem Namen Hirsehusen vor (S. Chronic. Lauresh. p. 254). Der dasig Schultheiß ist auch über die Orte Erbach, Sonderbach, Walderlenbach und Guldeklingen vorgesetzt. Letzterer Ort ist der heutige Klingenhof, ein Weiler welcher zu Kirschhausen gehört, wovon er aber noch eine starke Viertelstunde entfernt ist. Beide Orte zusammen enthalten 28 Wohngebäude und 246 Einwohner. Auch ist daselbst eine Mühle.“

Weiter wird über Heppenheim und alle sechs Filalorte berichtet:

„Alle diese Orte mit der Stadt Heppenheim enthalten 633 Wohngebäude und 4460 Bewohner. Unter letzteren sind 4383 Katholiken, 27 Lutheraner und 6 Juden. An Güthern gehören dazu 3458 Morgen Äcker, 1917 Morgen Wiesen und Waide, 678 Morgen Weinberge und 3467 Morgen Waldung.“

Mit dem Wiener Kongress 1814/15 wurden dem Großherzogtum Hessen weitere Gebiete zugewiesen, unter anderem Worms, Alzey, Bingen und Mainz – ein Gebiet, das zur Provinz Rheinhessen wurde. 1816 wurden im Großherzogtum Provinzen gebildet, wobei das vorher als „Fürstentum Starkenburg“ bezeichnete Gebiet, das aus den südlich des Mains gelegenen alten hessischen und den ab 1803 hinzugekommenen rechtsrheinischen Territorien bestand, in „Provinz Starkenburg“ umbenannt wurde. 1821 wurden im Rahmen einer umfassenden Verwaltungsreform die Amtsvogteien in den Provinzen Starkenburg und Oberhessen aufgelöst und stattdessen Landratsbezirke und Landgerichte eingeführt, wobei Kirschhausen dem Landratsbezirk Lindenfels zugeteilt wurde. Diese Reform ordnete auch die Verwaltung auf Gemeindeebene neu. Dabei wurde das sogenannt Vierdorf-Gemeinde mit der Bürgermeisterei in Kirschhausen eingerichtet. Dazu gehörten außerdem Erbach, Sonderbach und Walderlenbach. Entsprechend der Gemeindeverordnung vom 30. Juni 1821 gab es keine Einsetzungen von Schultheißen mehr, sondern einen gewählten Ortsvorstand, der sich aus Bürgermeister, Beigeordneten und Gemeinderat zusammensetzte.
Die „Statistisch-topographisch-historische Beschreibung des Großherzogthums Hessen“ berichtet 1829:

„Kirschhausen (L. Bez. Lindenfels) kath. Filialdorf; liegt 2 1⁄4 St. von Lindenfels und 1 St. von Heppenheim, und hat 32 Häuser und 303 Einw., die bis auf 3 Luth. und 2 Reform. kath. sind. Der Ort kommt unter dem Lorsch Abt Diemo unter dem Namen Hirsehusen vor. Im Jahr 1802 kam Kirschhausen von Mainz an Hessen.“

1832 wurden Kreise geschaffen. Nach der am 20. August 1832 bekanntgegebenen Neugliederung sollte es in Süd-Starkenburg künftig nur noch die Kreise Bensheim und Lindenfels geben; der Landratsbezirk von Heppenheim sollte in den Kreis Bensheim fallen. Noch vor dem Inkrafttreten der Verordnung zum 15. Oktober 1832 wurde diese aber dahingehend revidiert, dass statt des Kreises Lindenfels neben dem Kreis Bensheim der Kreis Heppenheim als zweiter Kreis gebildet wurde zu dem jetzt Kirschhausen gehörte.
Im Neuestes und gründlichstes alphabetisches Lexicon der sämmtlichen Ortschaften der deutschen Bundesstaaten von 1845 finden sich folgenden Einträge:

„Kirschhausen bei Lindenfels. – Dorf, zur evangel. Pfarrei Schlierbach, resp. kathol. Pfarrei Heppenheim gehörig. – 32 H. 303 (meistens kathol.) E. – Großherzogth. Hessen. – Provinz Starkenburg. – Kreis Heppenheim. – Landgericht Lorsch. – Hofgericht Darmstadt. – Das Dorf Kirschhausen ist im J. 1802 von Mainz an Hessen gelangt.“

„Kirschhäuser Thale, im, b. Heppenheim. – Mühlen (4), zur kathol. Pfarrei Heppenheim gehörig. – 4 H. 29 E. – Großherzogth. Hessen. – Provinz Starkenburg. – Kreis Heppenheim. – Landgericht Lorsch. – Hofgericht Darmstadt.“

Am 31. Juli 1848 wurden die Kreise und die Landratsbezirke des Großherzogtums abgeschafft und durch „Regierungsbezirke“ ersetzt, wobei die bisherigen Kreise Bensheim und Heppenheim zum Regierungsbezirk Heppenheim vereinigt wurden. Bereits vier Jahre später kehrte man aber zur Einteilung in Kreise zurück, wodurch neben dem Kreis Heppenheim wieder der Kreis Bensheim und vorübergehend auch wieder die Kreise Lindenfels und Wimpfen entstanden. Kirschhausen gehörte jetzt wieder dem Kreis Heppenheim an.
Die im Dezember 1852 aufgenommenen Bevölkerungs- und Katasterlisten ergaben für Kirschhausen: Das katholische Filialdorf hatte 331 Einwohner. Die Gemarkung bestand aus 2032 Morgen, davon 950 Morgen Ackerland, 156 Morgen Wiesen und 850 Morgen Wald.
In den Statistiken des Großherzogtums Hessen wurden, bezogen auf Dezember 1867, für Kirschhausen mit eigener Bürgermeisterei, 41 Häuser, 356 Einwohnern, der Kreis Heppenheim, das Landgericht Lorsch, die evangelisch Pfarrei Schlierbach des Dekanats Lindenfels und die katholische Pfarrei Heppenheim des Dekanats Heppenheim, angegeben. Durch die Bürgermeisterei wurden außerdem Erbach (29 Häuser, 148 Einw.), Sonderbach (20 Häuser, 158 Einw.), Wald-Erlenbach (13 Häuser, 109 Einw.), die Mischs-Mühle (ein Haus, 10 Einw.), die Schäfers-Mühle (ein Haus, 16 Einw.) und der Guldenklinger-Hof (ein Haus, 12 Einw.) verwaltet.
Aus dem Deutsch-Französischen Krieg 1870/71 kehrten fünf Kriegsteilnehmer nicht nach Kirschhausen zurück, wie dem Mahnmal unterhalb der Katholischen Pfarrkirche St. Bartholomäus zu entnehmen ist.
Die hessischen Provinzen Starkenburg, Rheinhessen und Oberhessen wurden 1937 nach der 1936 erfolgten Auflösung der Provinzial- und Kreistage aufgehoben. Zum 1. November 1938 trat dann eine umfassende Gebietsreform auf Kreisebene in Kraft. In der ehemaligen Provinz Starkenburg war der Kreis Bensheim besonders betroffen, da er aufgelöst und zum größten Teil dem Kreis Heppenheim zugeschlagen wurde. Der Kreis Heppenheim übernahm auch die Rechtsnachfolge des Kreises Bensheim und erhielt den neuen Namen Landkreis Bergstraße.
Im Zweiten Weltkrieg hatte die Vierdöfer-Gemeinde rund 60 gefallene oder vermisste Soldaten zu beklagen. Auch ihre Namen wurden auf dem Mahnmal unterhalb der katholischen Kirche von Kirschhausen festgehalten.
Wie die Einwohnerzahlen von 1939 bis 1950 zeigen, nahm auch Kirschhausen viele Flüchtlinge und Vertriebene aus den ehemaligen deutschen Ostgebieten auf.
Im Jahr 1961 wurde die Gemarkungsgröße mit 508 ha angegeben, davon waren 184 ha Wald.
Die gemeinsame Verwaltung von Erbach, Sonderbach und Walderlenbach durch die Bürgermeisterei in Kirschhausen wurde als „Vier-Dorf“ bekannt und hatte bis 1962 Bestand, als Erbach selbständig wurde. Der letzte Bürgermeister des Vierdorfs war Wilhelm Schäfer. Im Vorfeld der Gebietsreform in Hessen gab es Bestrebungen, das Vier-Dorf wiederherzustellen und als eigene Gemeinde zu etablieren. Diese Bemühungen scheiterten aber am Widerstand des damaligen Heppenheimer Bürgermeisters und des Kreistags, sodass im Zuge der Gebietsreform in Hessen zum 1. Februar 1972 alle Orte des ehemaligen Vier-Dorfes Stadtteile von Heppenheim wurden. Bereits am 1. Dezember 1970 wurde die Gemeinde Igelsbach auf freiwilliger Basis nach Kirschhausen eingegliedert. Kirschhausen erhielt einen eigenen Ortsbezirk mit Ortsbeirat und Ortsvorsteher nach der Hessischen Gemeindeordnung.

### Gerichte in Hessen
In der Landgrafschaft Hessen-Darmstadt wurde mit Ausführungsverordnung vom 9. Dezember 1803 das Gerichtswesen neu organisiert. Für das Fürstentum Starkenburg wurde das Hofgericht Darmstadt eingerichtet. Es war für normale bürgerliche Streitsachen Gericht der zweiten Instanz, für standesherrliche Familienrechtssachen und Kriminalfälle die erste Instanz. Übergeordnet war das Oberappellationsgericht Darmstadt. Erste Instanz waren Ämter bzw. Standesherren. Mit Bildung der Landgerichte im Großherzogtum Hessen war ab 1821 das Landgericht Fürth Gericht erster Instanz. Zum 1. April 1840 wurde Kirschhausen dem Landgericht Lorsch zugeordnet.
Nach Umsetzung des Gerichtsverfassungsgesetzes im Großherzogtum mit Wirkung vom 1. Oktober 1879 wurden die bisherigen Landgerichte durch Amtsgerichte an gleicher Stelle ersetzt, während die neu geschaffenen Landgerichte nun als Obergerichte fungierten. In Kirschhausen war nun das Amtsgericht Lorsch zuständig, das im Bezirk des Landgerichts Darmstadt lag.
Am 1. Oktober 1934 wurde das Amtsgericht Lorsch aufgelöst und Kirschhausen mit dem größten Teil des Bezirks dem Amtsgericht Bensheim zugeteilt.

### Verwaltungsgeschichte im Überblick
Die folgende Liste zeigt die Staaten und Verwaltungseinheiten, denen Kirschhausen angehört(e):
- vor 1782: Heiliges Römisches Reich, Kurfürstentum Mainz, Amt Starkenburg (1461–1650: an Kurpfalz verpfändet), Zent Heppenheim
- ab 1782: Heiliges Römisches Reich, Kurfürstentum Mainz, Unteres Erzstift, Oberamt Starkenburg, Amtsvogtei Heppenheim
- ab 1803: Heiliges Römisches Reich, Landgrafschaft Hessen-Darmstadt,[Anm. 2] Fürstentum Starkenburg, Amtsvogtei Heppenheim
- ab 1806: Großherzogtum Hessen,[Anm. 3] Fürstentum Starkenburg, Amt Heppenheim[29]
- ab 1815: Großherzogtum Hessen, Provinz Starkenburg, Amt Heppenheim
- ab 1821: Großherzogtum Hessen, Provinz Starkenburg, Landratsbezirk Heppenheim[Anm. 4]
- ab 1832: Großherzogtum Hessen, Provinz Starkenburg, Kreis Heppenheim
- ab 1848: Großherzogtum Hessen, Regierungsbezirk Heppenheim
- ab 1852: Großherzogtum Hessen, Provinz Starkenburg, Kreis Heppenheim
- ab 1871: Deutsches Reich,[Anm. 5] Großherzogtum Hessen, Provinz Starkenburg, Kreis Heppenheim
- ab 1918: Deutsches Reich, Volksstaat Hessen,[Anm. 6] Provinz Starkenburg, Kreis Heppenheim
- ab 1938: Deutsches Reich, Volksstaat Hessen, Landkreis Bergstraße[30][Anm. 7]
- ab 1945: Amerikanische Besatzungszone,[Anm. 8] Groß-Hessen, Regierungsbezirk Darmstadt, Landkreis Bergstraße
- ab 1946: Amerikanische Besatzungszone, Hessen, Regierungsbezirk Darmstadt, Landkreis Bergstraße
- ab 1949: Bundesrepublik Deutschland, Hessen, Regierungsbezirk Darmstadt, Landkreis Bergstraße
- ab 1972: Bundesrepublik Deutschland, Hessen, Regierungsbezirk Darmstadt, Landkreis Bergstraße, Stadt Heppenheim[Anm. 9]

## Bevölkerung

### Einwohnerstruktur 2011
Nach den Erhebungen des Zensus 2011 lebten am Stichtag dem 9. Mai 2011 in Kirschhausen 1887 Einwohner. Darunter waren 96 (5,1 %) Ausländer. Nach dem Lebensalter waren 279 Einwohner unter 18 Jahren, 729 waren zwischen 18 und 49, 417 zwischen 50 und 64 und 459 Einwohner waren älter. Die Einwohner lebten in 961 Haushalten. Davon waren 273 Singlehaushalte, 276 Paare ohne Kinder und 246 Paare mit Kindern, sowie 45 Alleinerziehende und 21 Wohngemeinschaften. In 216 Haushalten lebten ausschließlich Senioren und in 543 Haushaltungen leben keine Senioren.

### Einwohnerentwicklung
| • 1623: | 22 Bürger                |
| • 1806: | 246 Einwohner, 28 Häuser |
| • 1829: | 303 Einwohner, 32 Häuser |
| • 1867: | 365 Einwohner, 41 Häuser |

| Kirschhausen: Einwohnerzahlen von 1806 bis 2011 | Kirschhausen: Einwohnerzahlen von 1806 bis 2011 | Kirschhausen: Einwohnerzahlen von 1806 bis 2011 | Kirschhausen: Einwohnerzahlen von 1806 bis 2011 | Kirschhausen: Einwohnerzahlen von 1806 bis 2011 |
| --- | ----------------------------------------------- | ----------------------------------------------- | ----------------------------------------------- | ----------------------------------------------- |
| Jahr |                                                 |                                                 |                                                 | Einwohner                                       |
| 1806 | 1806                                            |                                                 | 246                                             | 246                                             |
| 1829 | 1829                                            |                                                 | 303                                             | 303                                             |
| 1834 | 1834                                            |                                                 | 320                                             | 320                                             |
| 1840 | 1840                                            |                                                 | 360                                             | 360                                             |
| 1846 | 1846                                            |                                                 | 365                                             | 365                                             |
| 1852 | 1852                                            |                                                 | 331                                             | 331                                             |
| 1858 | 1858                                            |                                                 | 352                                             | 352                                             |
| 1864 | 1864                                            |                                                 | 375                                             | 375                                             |
| 1871 | 1871                                            |                                                 | 404                                             | 404                                             |
| 1875 | 1875                                            |                                                 | 398                                             | 398                                             |
| 1885 | 1885                                            |                                                 | 381                                             | 381                                             |
| 1895 | 1895                                            |                                                 | 452                                             | 452                                             |
| 1905 | 1905                                            |                                                 | 623                                             | 623                                             |
| 1910 | 1910                                            |                                                 | 662                                             | 662                                             |
| 1925 | 1925                                            |                                                 | 645                                             | 645                                             |
| 1939 | 1939                                            |                                                 | 684                                             | 684                                             |
| 1946 | 1946                                            |                                                 | 999                                             | 999                                             |
| 1950 | 1950                                            |                                                 | 1.025                                           | 1.025                                           |
| 1956 | 1956                                            |                                                 | 1.008                                           | 1.008                                           |
| 1961 | 1961                                            |                                                 | 1.105                                           | 1.105                                           |
| 1967 | 1967                                            |                                                 | 1.290                                           | 1.290                                           |
| 1970 | 1970                                            |                                                 | 1.411                                           | 1.411                                           |
| 1980 | 1980                                            |                                                 | ?                                               | ?                                               |
| 1990 | 1990                                            |                                                 | ?                                               | ?                                               |
| 2000 | 2000                                            |                                                 | ?                                               | ?                                               |
| 2011 | 2011                                            |                                                 | 1.887                                           | 1.887                                           |
| Datenquelle: Historisches Gemeindeverzeichnis für Hessen: Die Bevölkerung der Gemeinden 1834 bis 1967. Wiesbaden: Hessisches Statistisches Landesamt, 1968. Weitere Quellen: LAGIS:; Zensus 2011 |                                                 |                                                 |                                                 |                                                 |

### Historische Religionszugehörigkeit
| • 1829: | 3 lutheranische (= 0,99 %), 2 reformierte (= 0,66 %) und 298 katholische (= 98,35 %) Einwohner |
| • 1961: | 99 evangelische (= 8,96 %), 994 katholische (= 89,95 %) Einwohner                              |

## Politik

### Ortsbeirat
Für Kirschhausen besteht ein Ortsbezirk (Gebiete der ehemaligen Gemeinde Kirschhausen) mit Ortsbeirat und Ortsvorsteher nach der Hessischen Gemeindeordnung. Der Ortsbeirat besteht aus neun Mitgliedern. Seit den Kommunalwahlen 2021 gehören ihm ein Mitglied der SPD, sieben Mitglieder der CDU und ein Mitglied er FDP an. Ortsvorsteher ist Peter Engelhardt (CDU).

### Wappen
Blasonierung: „In dem geteilten und unten gespaltenen Schild oben in Schwarz ein goldener Kirschzweig mit drei Blättern und vier Früchten, unten rechts in Silber ein rotes Nagelkreuz und unten links in Rot ein silbernes Rad.“
Das Recht zu Führung eines Wappens wurde der damaligen Gemeinde am 8. Januar 1951 durch den Hessischen Innenminister verliehen. Gestaltet wurde es durch den Darmstädter Heraldiker Georg Massoth.
Der Kirschzweig steht redend für den Ortsnamen. Kreuz und Rad symbolisieren die Ortsgeschichte, das Kreuz die Ortsherrschaft des Klosters Lorsch und das sogenannte Mainzer Rad die Zugehörigkeit zu Kurmainz.

## Sport
In Kirschhausen sind drei Sportvereine angesiedelt, der Tennis Club Kirschhausen e. V. (TC Kirschhausen), die Schützengesellschaft Kirschhausen 1999 e. V. (SG Kirschhausen) sowie der SV Kirschhausen 1921 e. V. Der SV Kirschhausen hat vier Abteilungen: Fußball, Tischtennis, Volleyball und Frauengymnastik. Die Fußballabteilung des SV Kirschhausen verfügt über zwei Herren-, eine D-Junioren-, eine E-Junioren-, eine F-Junioren- und eine G-Juniorenmannschaft (Stand 11/2022). Die 1. Mannschaft der Herren spielt in der Kreisliga B (10. Liga), die 2. Mannschaft in der Kreisliga D (12. Liga).